# Rosamund John
Rosamund John (* 19. Oktober 1913 in London als Nora Rosamund Jones; † 27. Oktober 1998 ebenda) war eine britische Film und Theater-Schauspielerin.

## Leben und Karriere
Rosamund John wurde 1913 im Londoner Stadtteil Tottenham als Nora Rosamund Jones geboren. Erzogen wurde sie am Tottenham Drapers 'College und besuchte dann die Embassy School of Acting.
Ihr Filmdebüt gab sie 1934 in dem Abenteuerfilm The Secret of the Loch von Regisseur Milton Rosmer. Seit 1942 war sie eine vielbeschäftigte Darstellerin in vielen britischen Filmen wie in Maurice Elveys romantischen Drama Das heilige Feuer (1943) neben Stewart Granger, in der Kriminalkomödie von Sidney Gilliat Achtung: Grün (1946), in Lawrence Huntingtons Kriminalfilm Abgründe (1947) an der Seite von James Mason, in Daniel Birts Kriminalkomödie Ihren Mord soll sie haben (1950) oder im Filmdrama An der Straßenecke von Regisseurin Muriel Box (1953).
Rosamund Johns war zweimal verheiratet. Von 1943 bis 1949 mit dem Herausgeber Russell Lloyd  und von 1950 bis 1987 mit dem Politiker John Silkin. Aus dieser Ehe entstammt ein Sohn.
Im Oktober 1998 starb sie in London im Alter von 85 Jahren eines natürlichen Todes.

## Filmografie (Auswahl)
| - 1934: The Secret of the Loch - 1939: Lucky to Me - 1942: The First of the Few - 1943: The Gentle Sex - 1943: Das heilige Feuer (The Lamp Still Burns) - 1944: Soldier, Sailor - 1944: Tawny Pipit - 1945: The Way to the Stars | - 1946: Achtung: Grün (Green for Danger) - 1947: Abgründe (The Upturned Glass) - 1947: Kampf um Jimmy (When the Bough Breaks) - 1950: No Place for Jennifer - 1950: Ihren Mord soll sie haben (She Shall Have Murder) - 1952: Never Look Back - 1953: An der Straßenecke (Street Corner) - 1957: Operation Murder |